# Auxencio de Bitinia
Auxencio de Bitinia (Siria, c. 400-Monte Scopas, 14 de febrero de 473) fue un eremita y santo sirio.

## Biografía
Auxencio fue un jinete de la guardia pretoriana de Teodosio II, pero abandonó el ejército para convertirse en monje del monte Oxia cerca Constantinopla. Fue acusado de herejía pero fue exonerado por el Concilio de Calcedonia. Después volvió al ascetismo cenrca en el monte Scopas, en Bitinia, no muy lejos de Calcedonia. Esta montaña es hoy llamada como Kayışdağ en Kadiköy subprovincia de Estambul.
Se suele confundir a este santo con San Auxencio de Mopsuestia (d. 360), obispo y mártir, Auxencio de Milán (d. 374), obispo de Milán, o Auxencio de Durostorum.
Auxencio de Bitinia es venerado como santo por todas las confesiones cristianas de origen apostólico. Su festividad es el 14 de febrero.